# リトアニア農民・緑の連合
リトアニア農民・緑の連合（リトアニア語: Lietuvos valstiečių ir žaliųjų sąjunga、略称: LVŽS）は、リトアニアの中道右派保守政党。2012年1月にリトアニア農民人民連合（Lietuvos valstiečių liaudininkų sąjunga、略称: LVLS）から改称した。

## 沿革
前身となるLVLSは、カジミラ・プルンスキエネ新民主党（Naujosios demokratijos partija、略称: NDP）党首の下、リトアニア農民党（Lietuvos valstiečių partija、略称: LVP）と新民主党が2001年に合同して発足した。結成当初の名称は農民新民主党連合（リトアニア語: Valstiečių ir Naujosios demokratijos partijų sąjunga、略称: VNDS）で2004年議会選挙では10議席を獲得した（ただし小選挙区では個別党派の名称で出馬）。その後、2006年に完全合併し、党名をリトアニア農民人民連合（Lietuvos valstiečių liaudininkų sąjunga、略称: LVLS）に改称した。LVLSで臨んだ2008年議会選挙では3議席（小選挙区）に留まり敗北、ブルンスキエネ党首は辞任した。
そして2012年1月、LVLSは党名をリトアニア農民・緑の連合（Lietuvos valstiečių ir žaliųjų sąjunga、略称: LVŽS）に改称した。
2016年10月9日（第1回投票）と23日（決選投票）に投票が行われた議会選挙では、社会民主党が中心となった政府の汚職問題や雇用政策を批判して支持を集め、54議席を獲得し第1党に躍進した。
2017年、英称をそれまでの「Lithuanian Peasant and Greens Union」から「Lithuanian Farmers and Greens Union」に変更した（リトアニア語の名称は変わらず）。

## 前身となった政党

### リトアニア農民党（LVP）
1990年、農民の利益を代表する政党として、農村地域に居住する旧共産党を中心に結成された。1996年議会選挙では1議席、2000年議会選挙では4議席を獲得した（いずれも小選挙区のみ）。

### 新民主党（NDP）
1995年、リトアニア女性協会を母体として初代首相で独立運動指導者の一人であるブルンスキエネが結成した。結成当初はリトアニア女性党 (Lietuvos moterų partija) で1996年議会選挙では1議席を獲得、後にNDPに党名を改称した。2000年議会選挙では、リトアニア民主労働党などを中心とする選挙連合「アルギルダス・ブラザウスカス社会民主連合」 (ABSK) に参加した。

## 選挙結果
| 年月日                           | 得票率 （比例区） | 議席数 | 議席数    | 議席数 | 備考                                       |
| 年月日                           | 得票率 （比例区） | 比例区 | 小選 挙区 | 合計   | 備考                                       |
| -------------------------------- | ----------------- | ------ | --------- | ------ | ------------------------------------------ |
| 2004年10月10日・10月24日（詳細） | 6.60%             | 5      | 5         | 10     | VNDSで参加、ただし選挙区ではLVPとNDPで出馬 |
| 2008年10月12日・10月26日（詳細） | 3.73%             | 0      | 3         | 3      | LVLSで参加                                 |
| 2012年10月14日・10月28日（詳細） | 3.88%             | 0      | 1         | 1      | LVLSで参加                                 |
| 2016年10月9日・10月23日（詳細）  | 21.53%            | 19     | 35        | 54     | LVŽSで参加                                 |

| 年月日                | 年月日                | 候補者                   | 得票数  | 得票率 | 当落        | 備考                                              |
| --------------------- | --------------------- | ------------------------ | ------- | ------ | ----------- | ------------------------------------------------- |
| 2004年（詳細）        | 6月13日（第一回投票） | カジミラ・プルンスキエネ | 264,681 | 21.25% |             | VNDSで参加。第一回投票で2位となり、決選投票進出。 |
| 2004年（詳細）        | 6月27日（決選投票）   | カジミラ・プルンスキエネ | 651,024 | 47.35% | 落選（2位） | VNDSで参加。第一回投票で2位となり、決選投票進出。 |
| 2009年5月17日（詳細） | 2009年5月17日（詳細） | カジミラ・プルンスキエネ | 53,778  | 3.91%  | 落選（5位） |                                                   |

| 年月日                | 得票率 | 議席数 | 備考       |
| --------------------- | ------ | ------ | ---------- |
| 2004年6月13日（詳細） | 7.41%  | 1      | VNDSで参加 |
| 2009年6月7日（詳細）  | 1.88%  | 0      |            |
| 2014年5月25日（詳細） | 6.61%  | 1      |            |